# Josef Kunz (politik)
Josef Kunz (* 1. června 1945 Grosswangen) je švýcarský politik (SVP).
Po povinné školní docházce se Kunz se stal zemědělcem. Brzy převzal od svého otce farmu, která je ve vlastnictví rodiny již od 16. století.
V parlamentních volbách v roce 1995 byl Kunz zvolen do švýcarské Národní rady, do které patřil do roku 2011. Zde byl členem komise pro životní prostředí, územní plánování a energetiku (UREK, 1999-2007), později finanční komise a komise pro vědu, vzdělávání a kulturu.
20. března 2009 převzal jako nástupce národního poradce Yvette Estermannové kancelář předsedy strany SVP Lucern.
Známý se stal také díky roli v dokumentárním filmu Mais im Bundeshuus.